# Делфс, Андреас
Андреас Делфс (нем. Andreas Delfs; род. 30 августа 1959, Фленсбург) — немецкий дирижёр.

## Биография
Окончил Гамбургскую Высшую школу музыки (1981), где учился у Альдо Чеккато и Кристофа фон Донаньи. Ещё в студенческие годы занимал должность музыкального руководителя Гамбургского университетского оркестра. Продолжил образование в Джульярдской школе, после чего долгое время работал в США.
Был ассистентом дирижёра в Питсбургском симфоническом оркестре (при Лорине Маазеле). В 1996—2009 годах — главный дирижёр Симфонического оркестра Милуоки, одновременно в 2001—2004 годах возглавлял Камерный оркестр Сент-Пола. В 2007 году возглавил Симфонический оркестр Гонолулу и руководил им до банкротства коллектива в 2010 году. Одновременно не терял связи с Европой, в 1984—1995 годах руководил Швейцарским молодёжным оркестром, а в 1996—2000 годах занимал должность генеральмузикдиректора Ганновера. С 2015 года профессор музыки в Темпльском университете, возглавлял университетский оркестр. С 2021 года музыкальный руководитель Рочестерского филармонического оркестра.
С Лондонским симфоническим оркестром аккомпанировал Джону О’Конору при записи всех фортепианных концертов Людвига ван Бетховена.
1. ↑  Andreas Delfs // SNAC (англ.) — 2010.
2. ↑  Andreas Delfs // Discogs (англ.) — 2000.